# Сеймень (комуна)
Сеймень, Сеймені (рум. Seimeni) — комуна у повіті Констанца в Румунії. До складу комуни входять такі села (дані про населення за 2002 рік):
- Дунеря (787 осіб)
- Сеймень (555 осіб) — адміністративний центр комуни
- Сейменій-Міч (908 осіб)

Комуна розташована на відстані 156 км на схід від Бухареста, 51 км на північний захід від Констанци, 114 км на південь від Галаца.

## Історія
1804-1805 на територію комуни Сеймень переселилися запорізькі козаки з Банатської Січі.

## Населення
За даними перепису населення 2002 року у комуні проживали 2250 осіб.
Національний склад населення комуни:
| Національність   | Кількість осіб | Відсоток |
| ---------------- | -------------- | -------- |
| румуни           | 2240           | 99,6%    |
| росіяни-липовани | 6              | 0,3%     |
| цигани           | 2              | 0,1%     |
| угорці           | 1              | < 0,1%   |
| татари           | 1              | < 0,1%   |

Рідною мовою назвали:
| Мова      | Кількість осіб | Відсоток |
| --------- | -------------- | -------- |
| румунська | 2244           | 99,7%    |
| російська | 3              | 0,1%     |
| угорська  | 1              | < 0,1%   |
| циганська | 1              | < 0,1%   |
| татарська | 1              | < 0,1%   |

Склад населення комуни за віросповіданням:
| Релігія       | Кількість осіб | Відсоток |
| ------------- | -------------- | -------- |
| православні   | 2238           | 99,5%    |
| римо-католики | 6              | 0,3%     |
| старообрядці  | 3              | 0,1%     |
| баптисти      | 1              | < 0,1%   |
| адвентисти    | 1              | < 0,1%   |
| мусульмани    | 1              | < 0,1%   |